# Juan Carlos Cáceres
Pour les articles homonymes, voir Cáceres.
Juan Carlos Cáceres est un artiste multidisciplinaire argentin né le 4 septembre 1936 à Buenos Aires et mort le 5 avril 2015 à Périgny (France) . Peintre et professeur d'histoire de l'art, Cáceres est surtout connu en tant que musicien.

## Biographie

### Jeunesse et formation
Juan Carlos Cáceres étudie aux Beaux-Arts.

### Musique
Juan Carlos Cáceres pratique le piano et le trombone depuis les années 1960. Il s'établit à Paris en mai 1968 et se consacre à la musique,. Dans les années 1970, le pianiste fonde et dirige les ensembles instrumentaux Malon et Gotan. Il fonde Tangofon en 1992. Son 1er album Solo est édité en 1993 par Celluloïd. Son album Murga Argentina fait partie des premières références éditées par Mañana, le label discographique fondé par Eduardo Makaroff.
Le premier disque que Juan Carlos Cáceres fera en France sera enregistré et produit par Philips au studio des Dames Augustines à Paris. Il sortira sous le nom de Malon Rébellion avec une charge de cavaliers amérindiens contre l'envahisseur espagnol.

### Autres activités
Son livre Tango negro paraît en 2010,. En 2013, le cinéaste angolais Dom Pedro lui consacre un documentaire intitulé Tango Negro, les origines africaines du tango.
La peinture fut sa première passion . Son travail comme artiste-peintre a été reconnu et exposé dans plusieurs pays. "....(il) est plus qu’un illustrateur. Voici un peintre visionnaire avec une palette extrêmement forte et coloriée." 

## Style musical
Juan Carlos Cáceres dit vouloir « rendre à l'Afrique sa place légitime dans la culture argentine » et montrer son influence dans des genres musicaux comme le tango, la milonga, le candombe et la murga,.

## Ouvrage
- (es) Tango negro : la historia negada: orígenes, desarrollo y actualidad del tango, Planeta, 2010, 197 p. (ISBN 978-950-49-2346-6)

## Discographie partielle

### Solo
- 1969 : Malon Rébellion (Philips)
- 1993 : Solo (Celluloïd)
- 1995 : Sudacas (Celluloïd)
- 1997 : Intimo (Celluloïd)
- 1998 : Tango Negro (Celluloïd)
- 2000 : Tocá Tangó (Celluloïd)
- 2005 : Murga Argentina (Mañana)
- 2007 : Utopia (Mañana)
- 2011 : Noche de carnaval (Mañana)

### Tango Negro Trio
- 2003 : Tango Negro Trio (Felmay)
- 2006 : Tango Que me Hiciste Mal (Felmay)
- 2008 : La Vuelta del Malon (Felmay)
- 2011 : No me Rompes las Bolas (Felmay)

### Tangofon Trio
- 2009 : Tangofon Trio (CNR Discos S.R.L)

### Artiste invité
- 2001 : Terez Moncalm, Macadam Tango (Justin Time Records)
- 2010 : David Marcos, Poesía (Maproductions)